# 索爾納海崖
83°18′S 50°40′W / 83.300°S 50.667°W
索爾納海崖（英語：Sorna Bluff）是南極洲的海崖，位於伊莉莎白女王地，屬於彭薩科拉山脈中福里斯特爾山脈的一部分，美國地質調查局根據測量和該國海軍的空中照片繪入地圖，現時由南極條約體系管理。